# ماجد القحطاني
ماجد القحطاني (مواليد 13 سبتمبر 1990) هو لاعب كرة قدم سعودي يلعب في نادي القارة.

## مسيرة اللاعب
كانت بداياته مع نادي هجر و تعرض في عام 2014 مع بداية الدوري السعودي في مباراة ضد النادي الأهلي لإصابة في الرباط الصليبي بعدها استغنى عنه نادي هجر و وقع مع نادي العدالة في عام 2016 و لعب لهم موسمين ولعب بعدها مع نادي العيون ونادي الروضة ونادي الطرف ونادي الطرف.